# Фердинанд цу Зольмс-Гогензольмс-Ліх
Принц Фердинанд цу Зольмс-Гогензольмс-Ліх (нім. Ferdinand Prinz zu Solms-Hohensolms-Lich; 25 травня 1886, Люббенау — 1 вересня 1918, Сен-Кантен) — німецький офіцер, гауптман Імперської армії. Кавалер ордена Pour le Mérite.

## Біографія
Виходець із давнього знатного роду; до Фердинанда звертались «Ваша Високосте». Учасник Першої світової війни. З 1914 року — ад'ютант піхотного полку «Великий князь Саксонський» (5-й тюрингський) №94, з яким брав участь у боях на Західному та Східному фронті. З 1917 року — командир 1-го батальйону свого полку. Учасник 128 бойових зіткнень, був поранений 10 разів. Загинув у бою з австралійськими частинами Британської армії.

## Нагороди

### Королівство Пруссія
- Залізний хрест 2-го і 1-го класу
- Королівський орден дому Гогенцоллернів, лицарський хрест з мечами
- Pour le Mérite

### Велике герцогство Гессен
- Орден Філіппа Великодушного
- Медаль «За відвагу» (Гессен)
- Військовий почесний знак в залізі

### Велике герцогство Саксен-Веймар-Ейзенахське
- Військовий хрест Вільгельма Ернста
- Орден Білого сокола